# La Chapelle-aux-Saints 1
La Chapelle-aux-Saints 1, o Il vecchio di La Chapelle, è il fossile di un cranio di un ominide della specie Homo neanderthalensis scoperto nella grotta Bouffia Bonneval a La Chapelle-aux-Saints in Nuova Aquitania, Francia, nel 1908 da Amadee Bouyssonie, Jean Bouyssonie e Josef Bonneval.

## Descrizione
L'individuo aveva circa 40 anni al momento della sua morte. Era in cattive condizioni di salute, aveva perso la maggior parte dei denti e soffriva di riassorbimento osseo nella mandibola e di artrite avanzata. È considerato l'esempio più convincente di una possibile sepoltura di Neanderthal, anche se al riguardo il dibattito tra gli studiosi è ancora aperto.